# Elizabeth Cooke Hoby Russell
Elizabeth Cooke est née en 1528 à Gidea Hall, Essex et morte en 1609 à Bisham, Berkshire, est une noble anglaise. Elle est une membre influente de la cour de la reine Élisabeth Ire et traductrice. Mécène, elle est également connue pour ses talents de poétesse et musicienne. En 1596, elle s'oppose à la reconstruction du Blackfriars Theatre dans le quartier de Londres du même nom. 

## Biographie
Elle est la fille d'Anthony Cooke, tuteur d'Édouard VI, et de Anne FitzWilliam. Membre d'une grande fratrie, elle est la sœur d'Anne Bacon. Anthony Cooke, précepteur, donne à ses quatre filles une instruction humaniste et de niveau élevé. Elizabeth Cooke apprend le latin et le français.  
Le 27 juin 1558, elle se marie avec Thomas Hoby, de la Commanderie de Bisham, traducteur du Livre du Courtisan de Baldassare Castiglione. En mars 1566, il est fait chevalier et devient ambassadeur d'Angleterre en France. Le couple s'installe à Paris. Thomas Hoby décède en juillet de la même année. Elle construit une chapelle commémorative pour son mari décédé, à l'église paroissiale de Bisham. Ils ont quatre enfants : Edward (né en 1560 et mort en 1617), Thomas Posthumous (en) (né en 1566 et mort 1640), et deux filles, Elizabeth et Anne, mortes très jeunes.  
En 1574, elle se remarie avec John, Lord Russell (décédé en 1584), fils aîné et héritier de Francis Russell, 2e comte de Bedford. Ils ont trois enfants. John Russell décède avant son père, ce qui le prive du titre de comte de Bedford. 
Elle entretient des liens étroits avec la reine Élisabeth Ire, qui est marraine de deux de ses enfants, et plusieurs personnalités de la cour, notamment son beau-frère William Cecil, Lord Burghley et son neveu Robert Cecil. Son fils Thomas Posthumous devient le protégé de Burghley.  
Traductrice, elle publie notamment en 1605 Une voie de réconciliation touchant la vraie nature et la substance du corps et du sang du Christ dans la Sainte-Cène, traduit du français. Elle rédige également des inscriptions funéraires en grec, latin et anglais.  

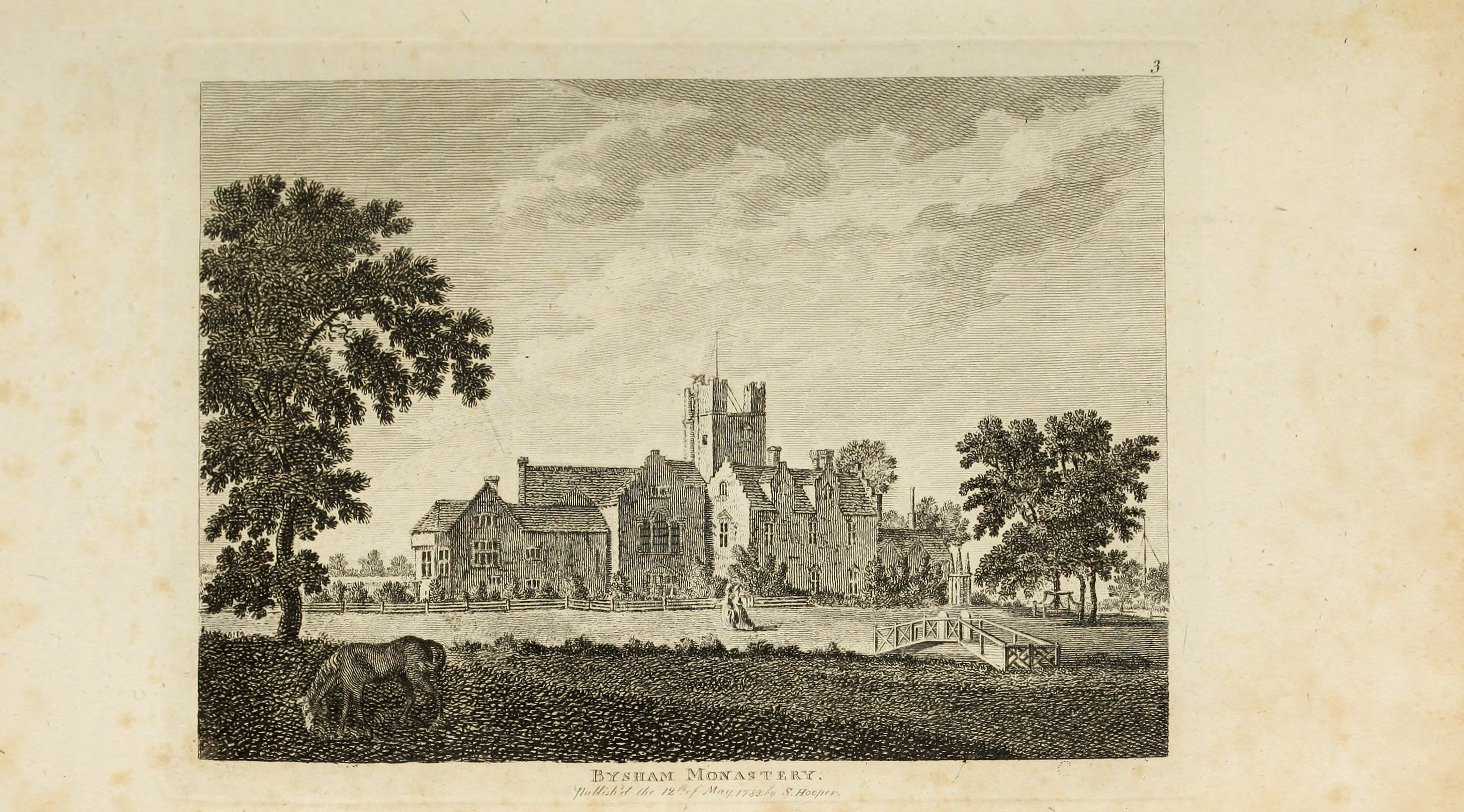
Eglise All Saints, Bisham

Bien qu'étant poétesse, musicienne, et mécène de John Dowland, elle s'oppose à la reconstruction du Blackfriars Theatre en 1596, car elle n'approuve pas la pratique du théâtre. Elle rédige une pétition contre le projet de reconstruction qui aura lieu. 
Elizabeth Cooke est une gestionnaire inflexible de ses propriétés et biens. 
Elle est enterrée dans la « Chapelle Hoby » de l'église All Saints, Bisham, où un monument lui est érigé. 

## Postérité
- Elizabeth Cooke figure sur l’œuvre de Judy Chicago, The Dinner Party (1979), sous le nom de Elizabeth Hoby. Elle fait partie des 999 femmes mythiques et historiques dont les noms sont inscrits sur le socle de l'installation, le « plancher du patrimoine »[2].

- Un ouvrage rassemblant un grand nombre d'écrits d'Elizabeth Cooke est paru en 2011: Elizabeth Cooke Hoby Russell: The Writings of an English Sappho. Ces archives sont le résultat d'un travail de recherche par Patricia Phillippy.  On y trouve des lettres ; poèmes en anglais, latin et grec ; documents de description et planification de baptêmes, mariages et enterrements ; inscriptions de monuments ; divertissements ; pétitions ; et enfin son testament[5].